# Kwark t
Kwark t (ang. top, true), kwark wysoki, kwark prawdziwy (w literaturze popularnonaukowej), inaczej zwany szczytowym lub wierzchnim – kwark należący do trzeciej generacji cząstek elementarnych. Jest najcięższym znanym kwarkiem. Jego masa jest na tyle duża, że pojedynczy kwark t potrafi się rozpaść (aby było to możliwe masa kwarka musi być większa niż bozonu W).
Został odkryty 2 marca 1995 roku w Fermilabie w Stanach Zjednoczonych.
Kwark t uczestniczy przede wszystkim w oddziaływaniach silnych, ale może się rozpadać tylko za pośrednictwem oddziaływania słabego. Rozpada się prawie wyłącznie na bozon W i kwark denny w związku z własnościami macierzy CKM. Model standardowy przewiduje, że jego czas życia wynosi około 1×10−25 sekund, czyli mniej więcej 20 razy mniej niż skala czasu dla oddziaływań silnych (czas ten jest o wiele krótszy niż dla słabych rozpadów innych fermionów modelu standardowego, gdyż nie biorą w nim udziału cząstki wirtualne), i dlatego nie tworzy hadronów, dając fizykom unikatową możliwość badania „nagich” kwarków. Mimo to zarezerwowano symbole ηt, ht, θ i χt dla stanów kwarkonium t oraz T dla mezonu z nagą prawdą (zobacz Mezony#Nazewnictwo).

## Parametry kwarku t
- masa: 173,2 ± 0,9 GeV/c²[4]
- ładunek elektryczny: +2/3 e
- izospin: 0 (trzecia składowa)
- spin: 1/2
- prawda: 1